# Antonio Olmo
Antonio Olmo Ramírez, né le 18 janvier 1954 à Sabadell (Catalogne, Espagne), est un footballeur espagnol qui jouait au poste de libéro. Il effectue toute sa carrière au FC Barcelone et joue une Coupe du monde avec l'équipe d'Espagne.

## Biographie

### En club
En 1971, Antonio Olmo rejoint le Barcelona Atlético qui joue en troisième division. Lors de la saison 1972-1973, il est prêté au FC Calella. Il revient au Barça Atlético la saison suivante.
Le 14 mai 1976, il rejoint l'équipe première du FC Barcelone. Il joue en tout 350 matchs et marque 8 buts avec le FC Barcelone. Il est aussi capitaine de l'équipe. Antonio Olmo forme un excellent tandem défensif avec Migueli.
L'arrivée dans l'équipe de José Ramón Alexanko fait qu'il perd du protagonisme. À seulement 30 ans, Antonio Olmo met un terme à sa carrière de joueur en 1984 afin de se consacrer à ses affaires et aux catégories inférieures du club.

### En équipe nationale
Antonio Olmo joue avec les espoirs et la sélection olympique espagnole. 
Avec l'équipe A, il joue un total de 13 matchs. Il débute le 9 février 1977 en amical contre l'Irlande.
Il participe à la Coupe du monde de 1978 où il joue face au Brésil et à la Suède.

## Palmarès
Avec le FC Barcelone :
- Vainqueur de la Coupe d'Europe des vainqueurs de coupe en 1979 et 1982
- Vainqueur de la Coupe d'Espagne en 1978, 1981 et 1983
- Vainqueur de la Copa de la Liga en 1983
- Vainqueur de la Supercoupe d'Espagne en 1983